# 球节苦竹
球节苦竹（学名：Pleioblastus globinodus）为禾本科大明竹属下的一个种。

## 扩展阅读
- 維基物種上的相關：球节苦竹